# Falanga
La Falanga (en français : Phalange) est une organisation d'extrême droite polonaise nationaliste révolutionnaire fondée en janvier 2009, par l'ancien coordinateur des structures de Mazovie de l'ONR Bartosz Bekier.

## Histoire
En 2009, l'organisation Falanga est créée sur la base des structures de la brigade de Mazovie du Camp national-radical par Bartosz Bekier, son actuel coordinateur, après s'être disputé avec le leader de l'ONR de l'époque Przemysław Holocer et avoir quitté l'association.

### Mission en Syrie
En juin 2013, la Falanga lance une mission en Syrie déchirée par la guerre civile, s'engageant avec les forces gouvernementales du président Bachar Al-Assad. Ses représentants  rencontrent, entre autres, le Premier ministre Wael Nader al-Halqi, le grand mufti de Syrie, le vice-ministre des Affaires étrangères, le clergé chrétien, les troupes gouvernementales et des combattants du Hezbollah et des représentants du Parti social nationaliste syrien.

### Mission dans le Donbass

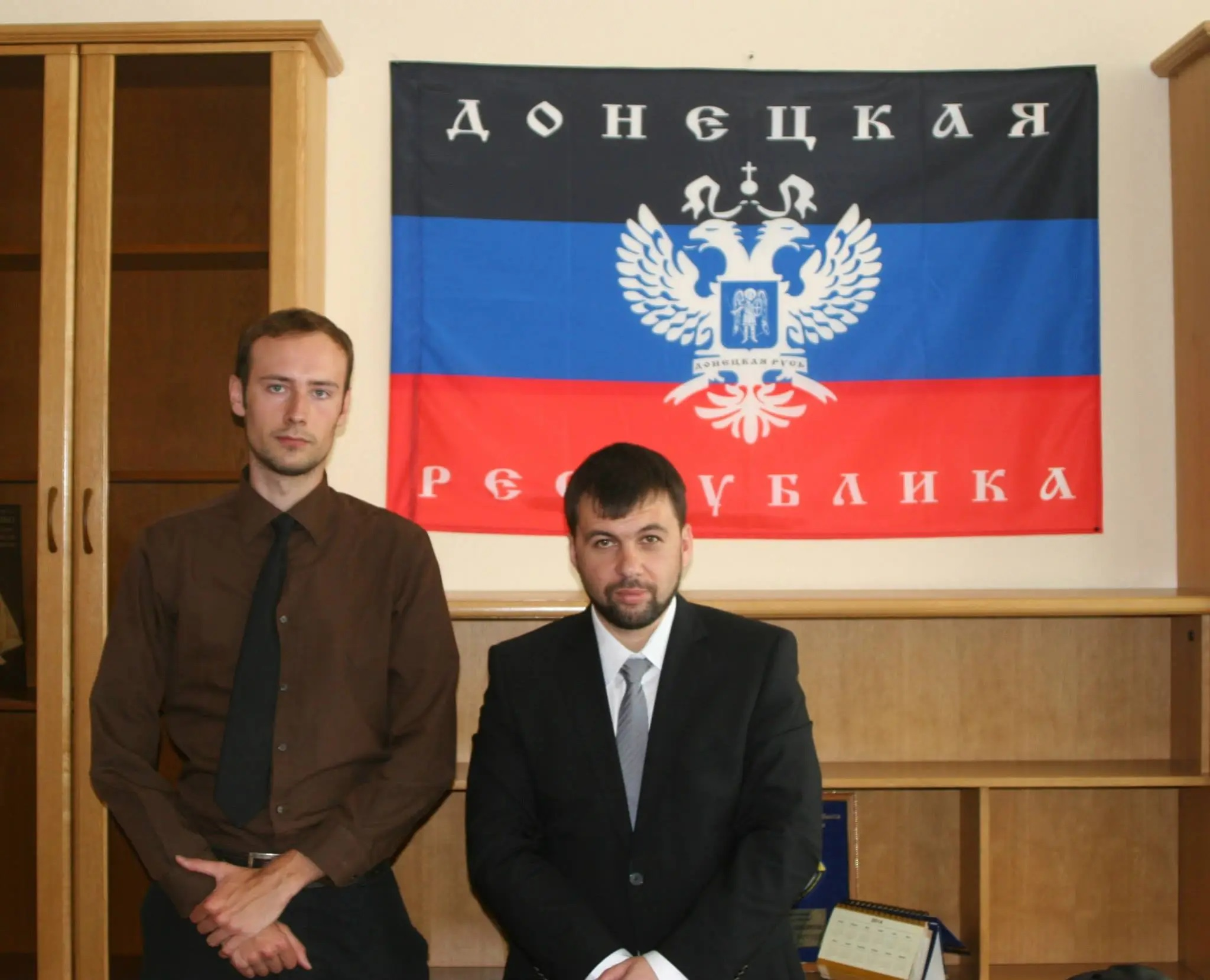
Le chef de la Falanga Bartosz Bekier et le Premier ministre de la république populaire de Donetsk, Denis Pouchiline.

En 2014, lors d'une mission dans l'est de l'Ukraine, la Falanga soutient officiellement la république populaire de Donetsk et la république populaire de Lougansk dans le Donbass. Le chef de Falanga rencontre le Premier ministre de la république populaire de Donetsk, Denis Pouchiline. En octobre 2014, les gardes-frontières ukrainiens arrêtent plusieurs membres de Falanga. Leur entrée en Ukraine est interdite pendant trois ans.

### Le parti politique «Zmiana»
En février 2015, Falanga rejoint officiellement les structures du parti Zmiana qui se forme à cette époque. L'ancien député et porte-parole du RP de Samoobrona, le Dr Mateusz Piskorski est à l'origine de la création du parti. Bartosz Bekier devient le chef adjoint de Zmiana et le membre de Cracovie de l'organisation Falanga, Michał Prokopowicz, devient son coordinateur régional et expert en sécurité. Le 2 mai 2016, Bartosz Bekier publie une déclaration sur son départ du parti Zmiana. Le 18 mai 2016 (seulement 16 jours plus tard), son chef, Mateusz Piskorski, est arrêté par des agents de l'Agence de sécurité intérieure. Il est ensuite inculpé d'espionnage pour le renseignement russe et chinois.

### Alliance avec la Démocratie nationale tchèque

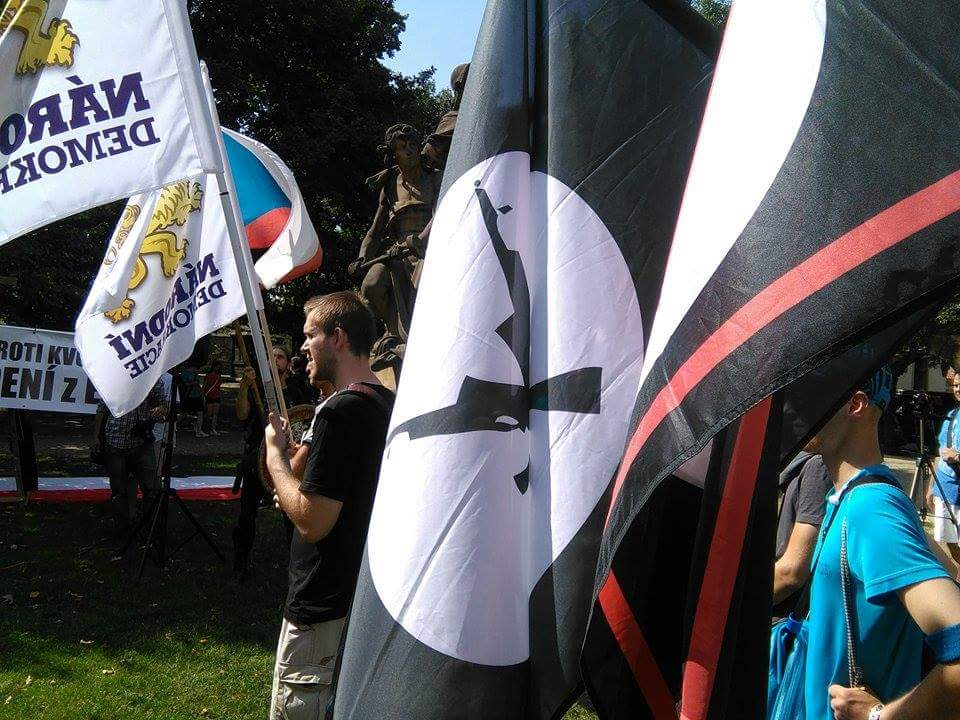
La Falanga et la Démocratie nationale tchèque à Prague.

Le 4 juillet 2015, Falanga met officiellement en place une coopération avec la Démocratie nationale tchèque, dont les représentants participent à une conférence conjointe sur les questions d'Europe centrale, puis à une manifestation anti-américaine au consulat américain à Cracovie.
Le 15 août 2015, une délégation de Falanga et Xportal.pl participe à des manifestations anti-libérales et anti-immigration organisées par le parti allié tchèque à Prague.

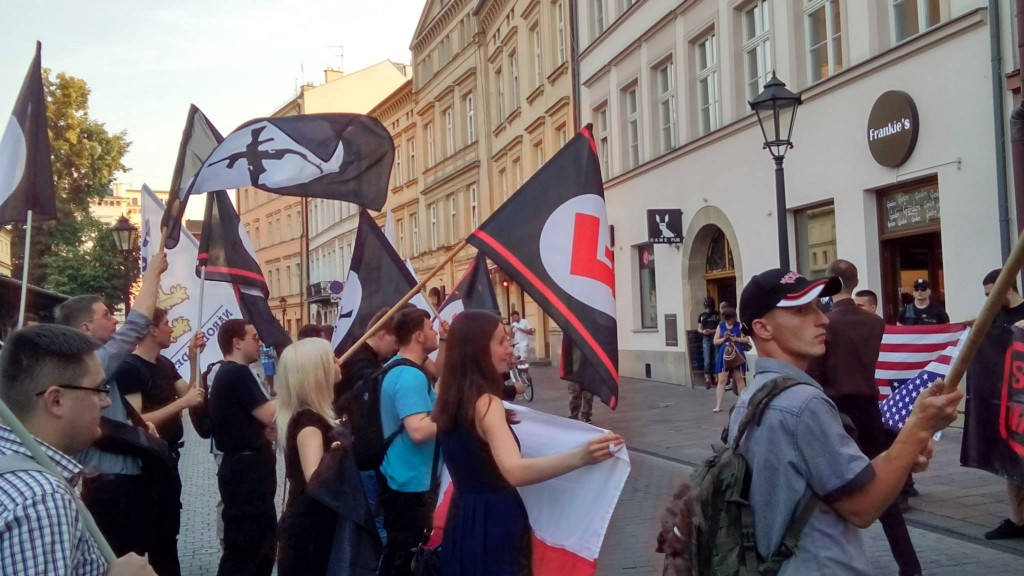
Manifestation anti-américaine au consulat américain à Cracovie.

### Incident d'Oujhorod
Le 4 février 2018, a lieu une tentative d'incendier le centre de la minorité hongroise d'Oujhorod en Ukraine. Fin février 2018, le Service de sécurité ukrainien déclare que plusieurs membres de Falanga qui avaient agi sur ordre des services spéciaux russes étaient responsables de l'événement. Les 21 et 22 février 2018, ils sont arrêtés par l'Agence de sécurité intérieure. Le 24 février 2018, Bartosz Bekier nie officiellement que l'organisation Falanga soit responsable de l'incident.
En janvier 2019, plusieurs anciens membres de l'organisation Falanga sont accusés d'avoir commis un acte terroriste devant un tribunal de Cracovie. Selon le bureau du procureur, l'opération visait à perturber le système ukrainien et à approfondir les divisions ethniques entre Ukrainiens et Hongrois.

### Conflit civil en Pologne de 2020
En octobre 2020, lors des manifestations de masse qui durent depuis plus d'une semaine contre le durcissement de la réglementation sur l'avortement en Pologne, une interview de Bartosz Bekier est publiée sur la page d'accueil d' Onet.pl. Le chef de la Falanga affirme qu'environ 10 000 nationalistes devraient se présenter à Varsovie dans la première semaine de novembre, et un tiers à la moitié d'entre eux seraient formés aux tactiques de combat,,.

## Idéologie
La phalange fonde en grande partie sa doctrine sur la pensée national-radicale polonaise et sur l'eurasisme du géopoliticien russe Alexandre Douguine.
La Falanga prône :
- Le national-radicalisme et le nationalisme-révolutionnaire
- L'étatisme et le protectionnisme
- L'antilibéralisme
- Le militarisme
- Un révisionnisme territorial des anciennes régions frontalières orientales de la république de Pologne (y compris la partition de l'Ukraine par la Pologne , la Hongrie , la Roumanie et la Russie)
- Le retrait de la Pologne de l'Union européenne et de l'OTAN
- L'antisionisme et l'antiaméricanisme
- Le réchauffement et le resserrement de la Pologne les relations [Quoi ?] avec la fédération de Russie, la république de Biélorussie d'Alexandre Loukachenko, la République arabe syrienne de Bachar al-Assad et avec la république islamique d'Iran[2]
- Interdiction des défilés publics des groupes LGBT
- L'opposition à la légalisation de toutes les drogues (drogues douces incluses)

## Controverses
Dans certaines études scientifiques, l'organisation Falanga est qualifiée d'organisation terroriste ou d'organisation potentiellement terroriste.
En 2019, la Convention internationale sur l'élimination de toutes les formes de discrimination raciale (ICERD) a présenté des recommandations à la république de Pologne sur la mise en œuvre des dispositions de la Convention internationale sur la discrimination raciale de 1966, dans lesquelles elle exigeait que la Pologne interdise, entre autres, la Falanga.

## Alliés
La Falanga a entretenu des relations avec plusieurs organisations et entités et des liens politiques à l'étranger, parmi celles-ci :
- Le Hezbollah libanais

- Le Parti social nationaliste syrien

- La république populaire de Donetsk

- La république populaire de Lougansk

- Le parti Démocratie nationale tchèque.

- La République arabe syrienne sous Bachar al-Assad

- La fédération de Russie